# آگوست مبس
آگوست مبس (انگلیسی: August Möbs; ۸ اوت ۱۹۰۸ – ۴ آوریل ۱۹۴۴) بازیکن فوتبال اهل رایش آلمان بود.
از باشگاه‌هایی که در آن بازی کرده‌است می‌توان به باشگاه فوتبال آینتراخت فرانکفورت اشاره کرد.